# Падурени (Марђинени)
Падурени (рум. Pădureni) насеље је у Румунији у округу Бакау у општини Марђинени. Oпштина се налази на надморској висини од 217 m.

## Становништво
Према подацима из 2002. године у насељу је живело 428 становника, од којих су сви румунске националности.